# German Bowl XXXVI
Der German Bowl XXXVI war die 36. Ausgabe des German-Bowl-Endspiels in der höchsten deutschen Footballliga, der German Football League (GFL), das die Saison 2014 abschloss. Er fand am 11. Oktober 2014 im Berliner Friedrich-Ludwig-Jahn-Sportpark statt.
Titelverteidiger waren die New Yorker Lions aus Braunschweig. Sie qualifizierten sich auch für den German Bowl XXXVI und trafen dort auf die Schwäbisch Hall Unicorns.

## Der Weg zum German Bowl XXXVI
Die Viertelfinalspiele fanden am 20./21. September 2014 statt. Wie in den Vorjahren gelang es auch 2014 den Mannschaften aus dem Süden nicht, die Dominanz der Mannschaften aus dem Norden zu brechen. Während 2013 keine Südmannschaft ins Halbfinale vordringen konnte, erreichte 2014 wenigstens der Südmeister das Finale. Die Halbfinalspiele fanden am 27. September 2014 statt. In den Halbfinalspielen setzten sich jeweils der Nordmeister bzw. der Südmeister durch.
| Viertelfinale 20./21. September 2014 | Viertelfinale 20./21. September 2014 | Viertelfinale 20./21. September 2014 |    |                          | Halbfinale 27. September 2014 | Halbfinale 27. September 2014 | Halbfinale 27. September 2014 |  |  | German Bowl XXXVI | German Bowl XXXVI | German Bowl XXXVI |
|                                      |                                      |                                      |    |                          |                               |                               |                               |  |  |                   |                   |                   |
| 1N                                   | New Yorker Lions                     | 69                                   |    |                          |                               |                               |                               |  |  |                   |                   |                   |
| 4S                                   | Munich Cowboys                       | 28                                   |    |                          |                               |                               |                               |  |  |                   |                   |                   |
| 4S                                   | Munich Cowboys                       | 28                                   | 1N | New Yorker Lions         | 52                            |                               |                               |  |  |                   |                   |                   |
|                                      |                                      |                                      | 1N | New Yorker Lions         | 52                            |                               |                               |  |  |                   |                   |                   |
|                                      | 3N                                   | Cologne Falcons                      | 3  |                          |                               |                               |                               |  |  |                   |                   |                   |
| 2S                                   | 3N                                   | Cologne Falcons                      | 3  | Stuttgart Scorpions      | 28                            |                               |                               |  |  |                   |                   |                   |
| 2S                                   |                                      |                                      |    | Stuttgart Scorpions      | 28                            |                               |                               |  |  |                   |                   |                   |
| 3N                                   | Cologne Falcons                      | 33                                   |    |                          |                               |                               |                               |  |  |                   |                   |                   |
| 3N                                   | Cologne Falcons                      | 33                                   | 1N | New Yorker Lions         | 47                            |                               |                               |  |  |                   |                   |                   |
|                                      |                                      |                                      |    | New Yorker Lions         | 47                            |                               |                               |  |  |                   |                   |                   |
|                                      | 1S                                   | Schwäb. Hall Unicorns                | 9  |                          |                               |                               |                               |  |  |                   |                   |                   |
| 1S                                   | 1S                                   | Schwäb. Hall Unicorns                | 9  | Schwäbisch Hall Unicorns | 50                            |                               |                               |  |  |                   |                   |                   |
| 1S                                   |                                      |                                      |    | Schwäbisch Hall Unicorns | 50                            |                               |                               |  |  |                   |                   |                   |
| 4N                                   | Kiel Baltic Hurricanes               | 24                                   |    |                          |                               |                               |                               |  |  |                   |                   |                   |
| 4N                                   | Kiel Baltic Hurricanes               | 24                                   | 1S | Schwäbisch Hall Unicorns | 33                            |                               |                               |  |  |                   |                   |                   |
|                                      |                                      |                                      | 1S | Schwäbisch Hall Unicorns | 33                            |                               |                               |  |  |                   |                   |                   |
|                                      | 2N                                   | Dresden Monarchs                     | 27 |                          |                               |                               |                               |  |  |                   |                   |                   |
| 2N                                   | 2N                                   | Dresden Monarchs                     | 27 | Dresden Monarchs         | 42                            |                               |                               |  |  |                   |                   |                   |
| 2N                                   |                                      |                                      |    | Dresden Monarchs         | 42                            |                               |                               |  |  |                   |                   |                   |
| 3S                                   | Marburg Mercenaries                  | 22                                   |    |                          |                               |                               |                               |  |  |                   |                   |                   |

## Spielverlauf
Die Schwäbisch Hall Unicorns gewannen den Coin Toss und entschieden sich, den Ball zu empfangen. Ihren ersten Angriffsversuch konnten sie dann auch gleich mit Punkten nach einem 29-Yard-Field-Goal abschließen. Die New Yorker Lions konnten ihre anschließende Angriffsserie ebenfalls mit Punkten nach einem 12-Yard-Touchdown-Lauf und anschließendem PAT beenden. Die darauffolgende Angriffsserie Unicorns endete ohne Punkte mit einem Punt, ebenso wie die folgende Angriffsserie der Braunschweiger ohne Punkte durch das Ende des ersten Quarters vorüberging.
Im zweiten Quarter brachte bereits die erste Angriffsserie der Lions nach nur 39 Sekunden die nächsten Punkte. Die Lions erzielten dabei nach einer Überbrückung von fünf Yards den zweiten Touchdown und auch den PAT. Der nächste Ballbesitz der Unicorns endete mit einem Fumble an der eigenen 37-Yard-Linie. Die Lions konnten den sich für sie ergebenden Ballbesitz erfolgreich abschließen. Der an den 14-Yard-Touchdown-Lauf anschließende PAT konnte nicht verwandelt werden. Die Unicorns mussten ihre nächste Angriffsserie wieder ohne Punkte abschließen. Diesmal führte eine Interception zum Ballverlust. Die folgende Angriffsserie der Lions endete nach einem 15-Yard-Touchdown-Pass mit anschließendem PAT, während die folgende Angriffsserie der Unicorns wieder mit einem Fehler, einer weiteren Interception, ohne Punkte endete. Die letzte Serie der Lions endete mit einem 2-Yard-Touchdown-Lauf und anschließendem PAT. Die letzte Angriffsserie der Unicorns wurde durch die Halbzeitpause beendet.
Das dritte Quarter begann mit dem Ballbesitz der Lions, welche diesen mit einem 2-Yard-Touchdown-Lauf erfolgreich abschließen konnten. Den PAT konnten die Unicorns erfolgreich blocken. Die folgenden Angriffsserien der Unicorns und auch der Lions endeten ohne Punkte.
Im vierten Quarter hatten die Lions das erste Angriffsrecht und konnten dieses mit einem 3-Yard-Touchdown-Lauf und anschließendem PAT erfolgreich abschließen. Die folgende Serie der Unicorns endete mit einer weiteren Interception. Die Lions mussten den damit eroberten Ball jedoch ohne weitere Punkte wieder abgeben. Dem folgte die letzte erfolgreiche Angriffsserie durch die Unicorns. Mit einem 21-Yard-Touchdown-Pass konnten sie sich nochmal auf dem Scoreboard verewigen. Den folgenden PAT konnten die Lions jedoch blocken. Der Schlusspfiff beendete den letzten Ballbesitz der Lions.
Hatten viele Experten vor dem Spiel ein ausgewogenes Spiel zweier gleichwertiger Mannschaften erwartet, zeigten sich die Lions den Unicorns das ganze Spiel überlegen. Lediglich das erste Viertel war halbwegs ausgeglichen.

## Scoreboard
| New Yorker Lions | Schwäbisch Hall Unicorns | Team                     | Spielzug                        | Spielzug                        | Spielzug                        | Spielzug                        |
| ---------------- | ------------------------ | ------------------------ | ------------------------------- | ------------------------------- | ------------------------------- | ------------------------------- |
| 1. Quarter       |                          |                          |                                 |                                 |                                 |                                 |
| 0                | 3                        | Schwäbisch Hall Unicorns | 29-Yard-Field-Goal              | 29-Yard-Field-Goal              | 29-Yard-Field-Goal              | 29-Yard-Field-Goal              |
| 7                | 3                        | New Yorker Lions         | 12-Yard-TD-Lauf (PAT gut)       | 12-Yard-TD-Lauf (PAT gut)       | 12-Yard-TD-Lauf (PAT gut)       | 12-Yard-TD-Lauf (PAT gut)       |
| 2. Quarter       |                          |                          |                                 |                                 |                                 |                                 |
| 14               | 3                        | New Yorker Lions         | 5-Yard-TD-Lauf (PAT gut)        | 5-Yard-TD-Lauf (PAT gut)        | 5-Yard-TD-Lauf (PAT gut)        | 5-Yard-TD-Lauf (PAT gut)        |
| 20               | 3                        | New Yorker Lions         | 14-Yard-TD-Lauf (PAT nicht gut) | 14-Yard-TD-Lauf (PAT nicht gut) | 14-Yard-TD-Lauf (PAT nicht gut) | 14-Yard-TD-Lauf (PAT nicht gut) |
| 27               | 3                        | New Yorker Lions         | 15-Yard-TD-Pass (PAT gut)       | 15-Yard-TD-Pass (PAT gut)       | 15-Yard-TD-Pass (PAT gut)       | 15-Yard-TD-Pass (PAT gut)       |
| 34               | 3                        | New Yorker Lions         | 2-Yard-TD-Lauf (PAT gut)        | 2-Yard-TD-Lauf (PAT gut)        | 2-Yard-TD-Lauf (PAT gut)        | 2-Yard-TD-Lauf (PAT gut)        |
| 3. Quarter       |                          |                          |                                 |                                 |                                 |                                 |
| 40               | 3                        | New Yorker Lions         | 2-Yard-TD-Lauf (PAT nicht gut)  | 2-Yard-TD-Lauf (PAT nicht gut)  | 2-Yard-TD-Lauf (PAT nicht gut)  | 2-Yard-TD-Lauf (PAT nicht gut)  |
| 4. Quarter       |                          |                          |                                 |                                 |                                 |                                 |
| 47               | 3                        | New Yorker Lions         | 3-Yard-TD-Lauf (PAT gut)        | 3-Yard-TD-Lauf (PAT gut)        | 3-Yard-TD-Lauf (PAT gut)        | 3-Yard-TD-Lauf (PAT gut)        |
| 47               | 9                        | Schwäbisch Hall Unicorns | 21-Yard-TD-Pass (PAT nicht gut) | 21-Yard-TD-Pass (PAT nicht gut) | 21-Yard-TD-Pass (PAT nicht gut) | 21-Yard-TD-Pass (PAT nicht gut) |

## Endstand
New Yorker Lions – Schwäbisch Hall Unicorns 47:9